# 張琦 (光緒進士)
張琦（？—？），甘肅省西寧府西寧縣人，清朝政治人物、進士出身。
光緒九年（1883年），参加癸未科殿試，登進士二甲49名。同年五月，改翰林院庶吉士。光緒十五年四月，散館，著以知县即用。